# Nävesläktet
Nävesläktet (Geranium) är ett släkte i familjen näveväxter med omkring 430 arter.

## Beskrivning
Släktets arter är ett-, två- eller fleråriga örter. Bladen är handflikiga. Blommorna är vanligen rosa, lila, blå eller vita och de har fem kronblad.

## Utbredning
Arterna i släktet Geranium finns i tempererade områden över hela världen samt i tropiska bergstrakter. De är dock vanligast i östra medelhavsområdet. I Sverige förekommer omkring 15 arter vildväxande.
Förvirrande nog kallas vissa arter i pelargonsläktet också för "geranium", exempelvis rosengeranium. Dessa arter tillhörde tidigare släktet nävor (Geranium).

## Släktnamnets och trivialnamnetsetymologi
Släktnamnet är bildat av grekiska γέρᾰνος, géranos (trana) och suffixet ‑ῐον (‑ion); ordet γερᾰ́νῐον (geránion) fanns redan i forntiden, och har latiniserats till geranium. Namnet syftar på fruktens långa spröt, som påminner om tranors näbb.
Trivialnamnet näva är en avledning från 1800‑talet av näv, ett nordiskt ord för näbb, som är belagt i fornsvenska och folkmål.

## Externa länkar

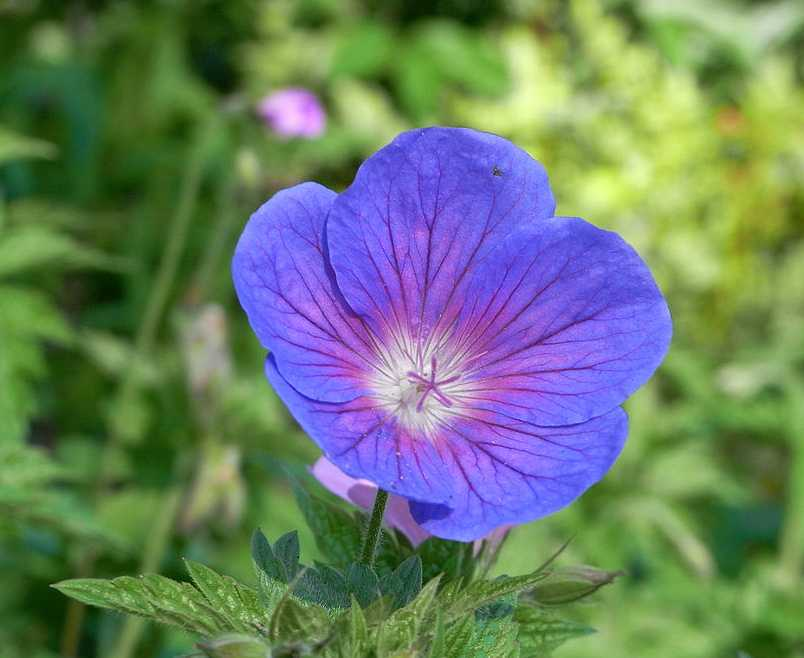

## Dottertaxa till Nävesläktet, i alfabetisk ordning[1]
- Geranium aculeolatum
- Geranium aequale
- Geranium albanum
- Geranium albicans
- Geranium albidum
- Geranium albiflorum
- Geranium alonsoi
- Geranium alpicola
- Geranium amatolicum
- Geranium andicola
- Geranium andringitrense
- Geranium angustipetalum
- Geranium antipodeum
- Geranium antisanae
- Geranium antrorsum
- Geranium arabicum
- Geranium arachnoideum
- Geranium arboreum
- Geranium ardjunense
- Geranium argenteum
- Geranium aristatum
- Geranium asphodeloides
- Geranium atlanticum
- Geranium austroapenninum
- Geranium ayacuchense
- Geranium ayavacense
- Geranium azorelloides
- Geranium balgooyi
- Geranium baurianum
- Geranium bellum
- Geranium bequaertii
- Geranium bergianum
- Geranium berteroanum
- Geranium besseanum
- Geranium bicknellii
- Geranium biuncinatum
- Geranium bohemicum
- Geranium brasiliense
- Geranium brevicaule
- Geranium brycei
- Geranium caeruleatum
- Geranium caespitosum
- Geranium caffrum
- Geranium californicum
- Geranium camaense
- Geranium campanulatum
- Geranium campii
- Geranium canescens
- Geranium canopurpureum
- Geranium cantabrigiense
- Geranium carolinianum
- Geranium cataractarum
- Geranium cazorlense
- Geranium charucanum
- Geranium chilloense
- Geranium christensenianum
- Geranium cinereum
- Geranium clarkei
- Geranium collinum
- Geranium columbinum
- Geranium comarapense
- Geranium contortum
- Geranium core-core
- Geranium costaricense
- Geranium crassipes
- Geranium crenatifolium
- Geranium crenophilum
- Geranium cruceroense
- Geranium cuneatum
- Geranium dahuricum
- Geranium dalmaticum
- Geranium decipiens
- Geranium delavayi
- Geranium deltoideum
- Geranium diffusum
- Geranium digitatum
- Geranium discolor
- Geranium dissectum
- Geranium divaricatum
- Geranium dolomiticum
- Geranium donianum
- Geranium drakensbergense
- Geranium dregei
- Geranium durangense
- Geranium ecuadoriense
- Geranium editum
- Geranium eginense
- Geranium endressii
- Geranium erianthum
- Geranium exallum
- Geranium exellii
- Geranium fallax
- Geranium farreri
- Geranium favosum
- Geranium flanaganii
- Geranium foreroi
- Geranium franchetii
- Geranium frigidurbis
- Geranium gentryi
- Geranium glaberrimum
- Geranium glanduligerum
- Geranium goldmanii
- Geranium gracile
- Geranium grandistipulatum
- Geranium graniticola
- Geranium guatemalense
- Geranium gymnocaulon
- Geranium hanaense
- Geranium harveyi
- Geranium hayatanum
- Geranium hernandesii
- Geranium hillebrandii
- Geranium himalayense
- Geranium hintonii
- Geranium hispidissimum
- Geranium holosericeum
- Geranium homeanum
- Geranium humboldtii
- Geranium hybridum
- Geranium hyperacrion
- Geranium hystricinum
- Geranium ibericum
- Geranium incanum
- Geranium intermedium
- Geranium jaekelae
- Geranium jahnii
- Geranium jaramilloi
- Geranium kauaiense
- Geranium kerberi
- Geranium kilimandscharicum
- Geranium killipii
- Geranium kishtvariense
- Geranium koreanum
- Geranium kotschyi
- Geranium krameri
- Geranium kurdicum
- Geranium lacustre
- Geranium lainzii
- Geranium lambertii
- Geranium lanuginosum
- Geranium lasiopus
- Geranium latilobum
- Geranium latum
- Geranium laxicaule
- Geranium lazicum
- Geranium lentum
- Geranium leptodactylon
- Geranium leucanthum
- Geranium libani
- Geranium libanoticum
- Geranium lignosum
- Geranium lilacinum
- Geranium limae
- Geranium lindavicum
- Geranium lindenianum
- Geranium linearilobum
- Geranium loxense
- Geranium lozanoi
- Geranium lucidum
- Geranium luganense
- Geranium macbridei
- Geranium macrorrhizum
- Geranium macrostylum
- Geranium maculatum
- Geranium maderense
- Geranium madrense
- Geranium magellanicum
- Geranium magnificum
- Geranium magniflorum
- Geranium makmelicum
- Geranium malviflorum
- Geranium maniculatum
- Geranium mascatense
- Geranium matucanense
- Geranium maximowiczii
- Geranium meridense
- Geranium mexicanum
- Geranium mlanjensis
- Geranium molle
- Geranium monacense
- Geranium monanthum
- Geranium monticola
- Geranium mooreanum
- Geranium moupinense
- Geranium multiceps
- Geranium multiflorum
- Geranium multipartitum
- Geranium multisectum
- Geranium mutisii
- Geranium nakaoanum
- Geranium nanum
- Geranium napuligerum
- Geranium natalense
- Geranium neglectum
- Geranium nepalense
- Geranium niuginiense
- Geranium nivale
- Geranium niveum
- Geranium nodosum
- Geranium nyassense
- Geranium oaxacanum
- Geranium obtusisepalum
- Geranium ocellatum
- Geranium oreganum
- Geranium ornithopodioides
- Geranium ornithopodon
- Geranium oxonianum
- Geranium palmatipartitum
- Geranium palmatum
- Geranium paludosum
- Geranium palustre
- Geranium papuanum
- Geranium paramicola
- Geranium parodii
- Geranium pavonianum
- Geranium peloponnesiacum
- Geranium peruvianum
- Geranium petri-davisii
- Geranium phaeoides
- Geranium phaeum
- Geranium pilgerianum
- Geranium pinetophilum
- Geranium planum
- Geranium platyanthum
- Geranium platypetalum
- Geranium platyrenifolium
- Geranium pogonanthum
- Geranium polyanthes
- Geranium ponticum
- Geranium potentillifolium
- Geranium potentilloides
- Geranium potosinum
- Geranium pratense
- Geranium pringlei
- Geranium procurrens
- Geranium pseudodiffusum
- Geranium pseudosibiricum
- Geranium psilostemon
- Geranium pulchrum
- Geranium punctatum
- Geranium purpureum
- Geranium pusillum
- Geranium pylzowianum
- Geranium pyrenaicum
- Geranium rectum
- Geranium reflexum
- Geranium refractum
- Geranium reinii
- Geranium renardii
- Geranium renifolium
- Geranium reptans
- Geranium retrorsum
- Geranium reuteri
- Geranium rhomboidale
- Geranium richardsonii
- Geranium riversleaianum
- Geranium rivulare
- Geranium robertianum
- Geranium robustum
- Geranium rosthornii
- Geranium rotundifolium
- Geranium rubifolium
- Geranium ruizii
- Geranium rupicola
- Geranium ruprechtii
- Geranium sagasteguii
- Geranium sanguineum
- Geranium santanderiense
- Geranium saxatile
- Geranium schiedeanum
- Geranium schlechteri
- Geranium schrenkianum
- Geranium schultzei
- Geranium scullyi
- Geranium sebosum
- Geranium seemannii
- Geranium sericeum
- Geranium sessiliflorum
- Geranium shensianum
- Geranium shikokianum
- Geranium siamense
- Geranium sibbaldioides
- Geranium sibiricum
- Geranium sinense
- Geranium sintenisii
- Geranium skottsbergii
- Geranium smithianum
- Geranium soboliferum
- Geranium solanderi
- Geranium solitarium
- Geranium sophiae
- Geranium soratae
- Geranium sparsiflorum
- Geranium stoloniferum
- Geranium stramineum
- Geranium strictipes
- Geranium stuebelii
- Geranium subacutum
- Geranium subargenteum
- Geranium subcaulescens
- Geranium subcompositum
- Geranium subglabrum
- Geranium subnudicaule
- Geranium suzukii
- Geranium sylvaticum
- Geranium tablasense
- Geranium tenue
- Geranium terminale
- Geranium texanum
- Geranium thessalum
- Geranium thunbergii
- Geranium tovarii
- Geranium traversii
- Geranium trilophum
- Geranium tripartitum
- Geranium trolliifolium
- Geranium trujillense
- Geranium tuberaria
- Geranium tuberosum
- Geranium umbelliforme
- Geranium unguiculatum
- Geranium vagans
- Geranium wakkerstroomianum
- Geranium wallichianum
- Geranium wardii
- Geranium weddellii
- Geranium velutinum
- Geranium venturianum
- Geranium versicolor
- Geranium whartonianum
- Geranium wilfordii
- Geranium wilhelminae
- Geranium viscosissimum
- Geranium wislizeni
- Geranium wlassovianum
- Geranium vulcanicola
- Geranium xinjiangense
- Geranium yaanense
- Geranium yeoi
- Geranium yesoense
- Geranium yoshinoi
- Geranium yunnanense
- Geranium zermattense